# 让-皮埃尔·德里韦
让-皮埃尔·德里韦（法語：Jean-Pierre Drivet，1942年4月2日—2004年9月21日），法国男子赛艇运动员。他曾代表法国参加世界赛艇锦标赛，获得一枚银牌。他也曾参加1964年和1968年夏季奥运会。